# Ausschuss für Kultur und Medien
Der Ausschuss für Kultur und Medien ist seit seiner Einrichtung im Jahr 1998 ein ständiger Bundestagsausschuss.

## Aufgaben
Laut Grundgesetz sind Kultur- und Medienpolitik in Deutschland großteils Sache der Bundesländer. Die Rahmenbedingungen und die Förderung von Kultur mit Bedeutung für die gesamte Nation werden in der Bundesregierung vom Beauftragten für Kultur und Medien (BKM) wahrgenommen. Korrespondierend dazu arbeitet im Deutschen Bundestag der Ausschuss für Kultur und Medien. Er befasst sich mit der Förderung deutscher Filmproduktionen für die Kinos, der Arbeit des Auslandssenders Deutsche Welle, der deutschen Erinnerungskultur, vom Bund geförderten Berlin-Projekten und der europäischen Kultur- und Medienpolitik. Der Ausschuss versteht sich auch als Ansprechpartner für Institutionen, Organisationen und Künstler. Bis 2014 gab es zusätzlich einen Unterausschuss Neue Medien beim Ausschuss für Kultur und Medien, der sich mit den Folgen und den möglichen Auswirkungen vor allem digitaler Medien(kommunikation) beschäftigt hat.

## Mitglieder in der 21. Legislaturperiode

### CDU/CSU-Fraktion

#### Ordentliche Mitglieder
- Melanie Bernstein
- Ellen Demuth
- Michael Hose
- Ottilie Klein
- Pascal Reddig
- Anja Weisgerber

#### Stellvertretende Mitglieder
- Michael Frieser
- Ansgar Heveling
- Lukas Krieger
- Günter Krings
- Nora Seitz
- Johannes Volkmann

### AfD-Fraktion

#### Ordentliche Mitglieder
- Götz Frömming, Obmann
- Ronald Gläser
- Matthias Helferich
- Martin Erwin Renner

#### Stellvertretende Mitglieder
- Alexander Gauland
- Nicole Hess
- Tobias Teich
- Sven Wendorf

### SPD-Fraktion

#### Ordentliche Mitglieder
- Nancy Faser
- Franziska Kersten
- Holger Mann
- Martin Rabanus

#### Stellvertretende Mitglieder
- Adis Ahmetović
- Daniel Bettermann
- Wiebke Esdar
- Helge Lindh

### Fraktion Bündnis 90/Die Grünen

#### Ordentliche Mitglieder
- Katrin Göring-Eckardt
- Awet Tesfaiesus, Obfrau

#### Stellvertretende Mitglieder
- Sven Lehmann, Vorsitzender
- Marlene Schönberger

### Die Linke-Fraktion

#### Ordentliche Mitglieder
- Gregor Gysi
- David Schliesing, Obmann

#### Stellvertretende Mitglieder
- Malik Brückner
- Luigi Pantisano

## Mitglieder in der 20. Legislaturperiode
Den Vorsitz hatte in der 20. Legislaturperiode erneut die SPD-Abgeordnete Katrin Budde inne. Der Ausschuss setzte sich aus 19 Mitgliedern zusammen.

### CDU/CSU-Fraktion

#### Ordentliche Mitglieder
- Marco Wanderwitz, stellvertretender Vorsitzender
- Michael Frieser
- Maximilian Mörseburg, CDU/CSU-Obmann
- Christiane Schenderlein
- Annette Widmann-Mauz

#### Stellvertretende Mitglieder
- Dorothee Bär
- Gitta Connemann
- Ansgar Heveling
- Julia Klöckner
- Günter Krings

### SPD-Fraktion

#### Ordentliche Mitglieder
- Katrin Budde, Vorsitzende
- Simona Koß
- Helge Lindh, SPD-Obmann
- Marianne Schieder
- Daniel Schneider
- Joe Weingarten

#### Stellvertretende Mitglieder
- Kevin Kühnert
- Michelle Müntefering
- Dirk-Ulrich Mende
- Dennis Rohde
- Carmen Wegge
- Dirk Wiese

### AfD-Fraktion

#### Ordentliche Mitglieder
- Marc Jongen, AfD-Obmann
- Martin Renner

#### Stellvertretende Mitglieder
- Beatrix von Storch
- Götz Frömming

### FDP-Fraktion

#### Ordentliche Mitglieder
- Anikó Glogowski-Merten
- Thomas Hacker, FDP-Obmann

#### Stellvertretende Mitglieder
- Otto Fricke
- Nico Tippelt

### Die Linke-Gruppe

#### Ordentliche Mitglieder
- Jan Korte, Die Linke-Obmann

#### Stellvertretende Mitglieder
- Petra Sitte

### Fraktion Bündnis 90/Die Grünen

#### Ordentliche Mitglieder
- Erhard Grundl
- Awet Tesfaiesus, Bündnis 90/Die Grünen-Obmann
- Luise Amtsberg

#### Stellvertretende Mitglieder
- Marlene Schönberger
- Emilia Fester
- Michael Sacher

## Mitglieder in der 19. Legislaturperiode
Den Vorsitz hatte in der 19. Legislaturperiode die SPD-Abgeordnete Katrin Budde inne. Der Ausschuss setzte sich aus 18 Mitgliedern zusammen.

### CDU/CSU-Fraktion

#### Ordentliche Mitglieder
- Melanie Bernstein, CDU/CSU-Obfrau
- Michael Frieser
- Volker Kauder
- Yvonne Magwas
- Elisabeth Motschmann
- Johannes Selle, stellvertretender Vorsitzender

#### Stellvertretende Mitglieder
- Christoph Bernstiel
- Gitta Connemann
- Ursula Groden-Kranich
- Ansgar Heveling
- Kordula Kovac
- Andrea Lindholz

### SPD-Fraktion

#### Ordentliche Mitglieder
- Katrin Budde, Vorsitzende
- Helge Lindh
- Martin Rabanus, SPD-Obmann
- Marianne Schieder

#### Stellvertretende Mitglieder
- Dorothee Martin
- Dennis Rohde
- Ulla Schmidt
- Dirk Wiese

### AfD-Fraktion

#### Ordentliche Mitglieder
- Marc Jongen, AfD-Obmann
- Martin Renner

#### Stellvertretende Mitglieder
- Thomas Ehrhorn
- Götz Frömming

### FDP-Fraktion

#### Ordentliche Mitglieder
- Hartmut Ebbing
- Thomas Hacker, FDP-Obmann

#### Stellvertretende Mitglieder
- Otto Fricke
- Katja Suding

### Die Linke-Fraktion

#### Ordentliche Mitglieder
- Simone Barrientos, Die LINKE-Obfrau
- Brigitte Freihold

#### Stellvertretende Mitglieder
- Doris Achelwilm
- Michel Brandt

### Fraktion Bündnis 90/Die Grünen

#### Ordentliche Mitglieder
- Erhard Grundl, Bündnis 90/Die Grünen-Obmann
- Margit Stumpp

#### Stellvertretende Mitglieder
- Kirsten Kappert-Gonther
- Tabea Rößner

## Ausschussvorsitzende
- 2017–2021 Katrin Budde (SPD)
- 2014–2017 Siegmund Ehrmann (SPD)
- 2009–2013 Monika Grütters (CDU)
- 2005–2009 Hans-Joachim Otto (FDP)
- 2000–2005 Monika Griefahn (SPD)
- 1998–2000 Elke Leonhard (SPD)